# 楊錄之
楊錄之，清朝軍事將領、武進士出身。
嘉慶二十四年，登武進士出身，后官至山東文登協副將。道光二十五年，任山東登州鎮總兵官。道光二十六年，任甘肅涼州鎮總兵官。道光二十八年，前往西寧統兵迎護哲布尊丹巴呼圖克圖之呼畢勒罕前往庫倫。道光二十八年，革職。咸豐三年，赴理藩院尚書恩華軍營差委。